# Milton Katselas
Milton Katselas est un réalisateur, producteur et professeur de théâtre américain né le 22 décembre 1933 à Pittsburgh en Pennsylvanie et décédé le 24 octobre 2008 à Los Angeles en Californie.

## Biographie

### Jeunesse
Milton Katselas est né à Pittsburgh en Pennsylvanie de parents immigrants grecs, propriétaires d'un petit restaurant aux portes d'une centrale électrique de la Westinghouse Electric Company. Lorsque Milton était âgé de 14 ans, son père commence à travailler dans le monde cinématographique et dirige une compagnie théâtrale locale d'acteurs grecs.
Après le lycée, il étudie la comédie à l'université Carnegie-Mellon à Pittsburgh. Lors d'une visite à New York, il s'est faufilé pour regarder en douce une session de classe de théâtre menée par Lee Strasberg. Dans la rue, il remarque également le réalisateur renommé Elia Kazan et se met à le suivre. « Je lui ai parlé en grec, et il m'a répondu... Il m'a dit : "Lorsque tu auras fini l'université, revient me voir », se souviens Milton Katselas. Après avoir obtenu son diplôme en 1954, il commence à suivre les cours de Strasberg et à être l'apprenti de Kazan.

### Producteur de théâtre et de films
Après avoir travaillé avec d'autres réalisateurs de renom, dont Joshua Logan, Joseph Anthony et Sanford Meisner, Milton Katselas commence à travailler seul avec une production Off-Broadway du Zoo Story d'Edward Albee. L'année suivante il enchaîne avec un autre succès : Call Me By My Rightful Name de Michael Shurtleff. Il est nommé pour un Tony Award de la meilleure comédie musicale pour Libres sont les papillons de Leonard Gershe en 1969 dont il réalise une version au cinéma en 1972 avec Goldie Hawn, Edward Albert et Eileen Heckart, qui remporte un Oscar pour le rôle.
En 1973 il réunit à nouveau Leonard Gershe et Edward Albert en portant à l'écran 40 Carats. Parmi ses autres productions de Broadway se trouvent Camino Real (en), La Rose tatouée, La Mouette, Roméo et Juliette et Streamers, toutes ces pièces lui permettent d'obtenir un L.A. Drama Critics Circle Award de la meilleure mise en scène.
En 1983, Milton Katselas met en scène la relance de Les Amants terribles de Noël Coward, la seule production de Broadway dans laquelle Elizabeth Taylor et Richard Burton ont partagé la scène. Cependant, après un échec de la pièce lors d'une représentation à Boston, Elizabeth Taylor, qui est également productrice, licencie Milton Katselas, même s'il en garde le crédit de mise en scène. Il réalise également adaptation cinématographique de When You Comin' Back, Red Ryder? de Mark Medoff.

### LePlayhouse
En 1978, Milton Katselas fonde une école de théâtre à Los Angeles appelée Beverly Hills Playhouse où il a donné des cours pendant 30 ans.
Il a eu un nombre considérable d'étudiants dont Gene Hackman, Jenna Elfman, George Clooney, Alec Baldwin, Giovanni Ribisi, Tom Selleck, Michelle Pfeiffer, Ted Danson, Tony Danza, Jeffrey Tambor, Tyne Daly et Doris Roberts,. Certains étudiants disent cependant s'être senti aliénés par la pression tacite de rejoindre l'Église de Scientologie. Bien que Katselas était considéré comme un grand enseignant, ses cours sont restés controversés.
Dans ces dernières années Milton Katselas s'est séparé de la Scientologie. Il en est finalement sorti lorsqu'un scientologue du nom de Grant Cardone a envoyé un courrier électronique accusant Milton Katselas de conduite sexuelle inappropriée avec ses étudiants. À la suite de cet incident, un certain nombre d'acteurs scientologue ont quitté l'école de Katselas.

### Autres occupations
Milton Katselas est un scénariste, un peintre et un professeur de théâtre actif pendant plus de vingt ans. Il écrit également l'ouvrage Dreams Into Action et apparaît dans l'Oprah Winfrey Show pour parler de son succès. Il écrit également Acting Class: Take a Seat un ouvrage sur son école de Beverly Hills[pas clair].

### Vie privée
Milton Katselas est membre de l'Église de Scientologie pendant de longues années, y entrant en 1965 et atteignant le statut de Thetan Suprême. Alors que sa relation avec la Scientologie s'étiole dans ses dernières années, il est resté dédié à L. Ron Hubbard jusqu'à sa mort.
Il meurt d'une crise cardiaque le 24 octobre 2008 à l'âge de 74 ans à l'hôpital Cedars-Sinaï de Los Angeles.
Il est interprété par l'acteur James Franco dans le film biogrpahique sur Sal Mineo, Sal, également réalisé par James Franco.

## Théâtre

### Mise en scène
- 1960 : Zoo Story d'Edward Albee
- 1961 : Call Me By My Rightful Name de Michael Shurtleff
- 1963 : Come to the Palace of Sin de Michael Shurtleff
- 1977 : Jockeys de lui-même

### Auteur
- 1977 : Jockeys

## Filmographie
- 1972 : Libres sont les papillons
- 1973 : Quarante carats
- 1975 : Rapport confidentiel
- 1979 : When You Comin' Back, Red Ryder?
- 1979 : Strangers: The Story of a Mother and Daughter
- 1982 : The Rules of Marriage